# Anaplasma platys
Anaplasma platys ist ein Bakterium, das durch die Zecken übertragen wird und bei Hunden die Canine Cyclische Thrombozytopenie, eine Erkrankung der Blutplättchen (Thrombozyten) verursacht. Das gramnegative Bakterium ist obligat intrazellulär. Unter dem Mikroskop lassen sich nach Infektion charakteristische Einschlüsse in den Thrombozyten erkennen, die wegen ihrer Ähnlichkeit zu Maulbeeren als Morulae bezeichnet werden. Eine kulturelle Anzüchtung ist bislang nicht gelungen.
Der Erreger wurde erstmals 1978 in Florida nachgewiesen, kommt aber weltweit vor. In Europa tritt er nur in den südlichsten Gebieten auf. Der wahrscheinlichste Überträger ist die Braune Hundezecke, in der A.-platys-DNA häufig nachgewiesen werden kann. Eine experimentelle Infektion mittels dieser Zecke ist aber bislang nicht gelungen.